# Zeuctocrinus gisleni
Zeuctocrinus gisleni is een haarster uit de familie Septocrinidae.
De wetenschappelijke naam van de soort werd in 1973 gepubliceerd door Ailsa McGown Clark.